# 羽黒山城
羽黒山城（はぐろやまじょう）は、茨城県桜川市羽黒地区にある羽黒山の頂上にあった日本の城。

## 概要

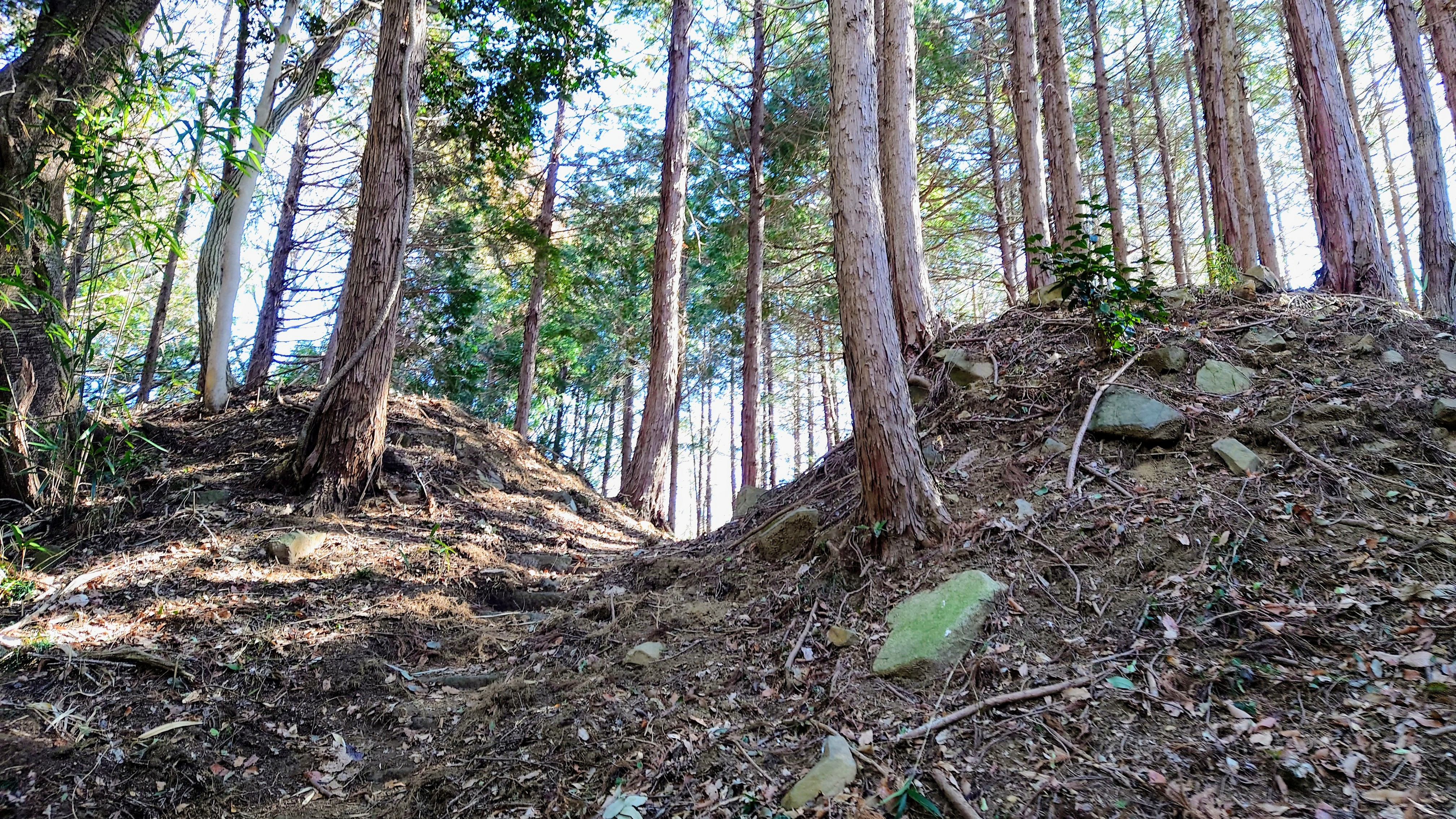
土塁

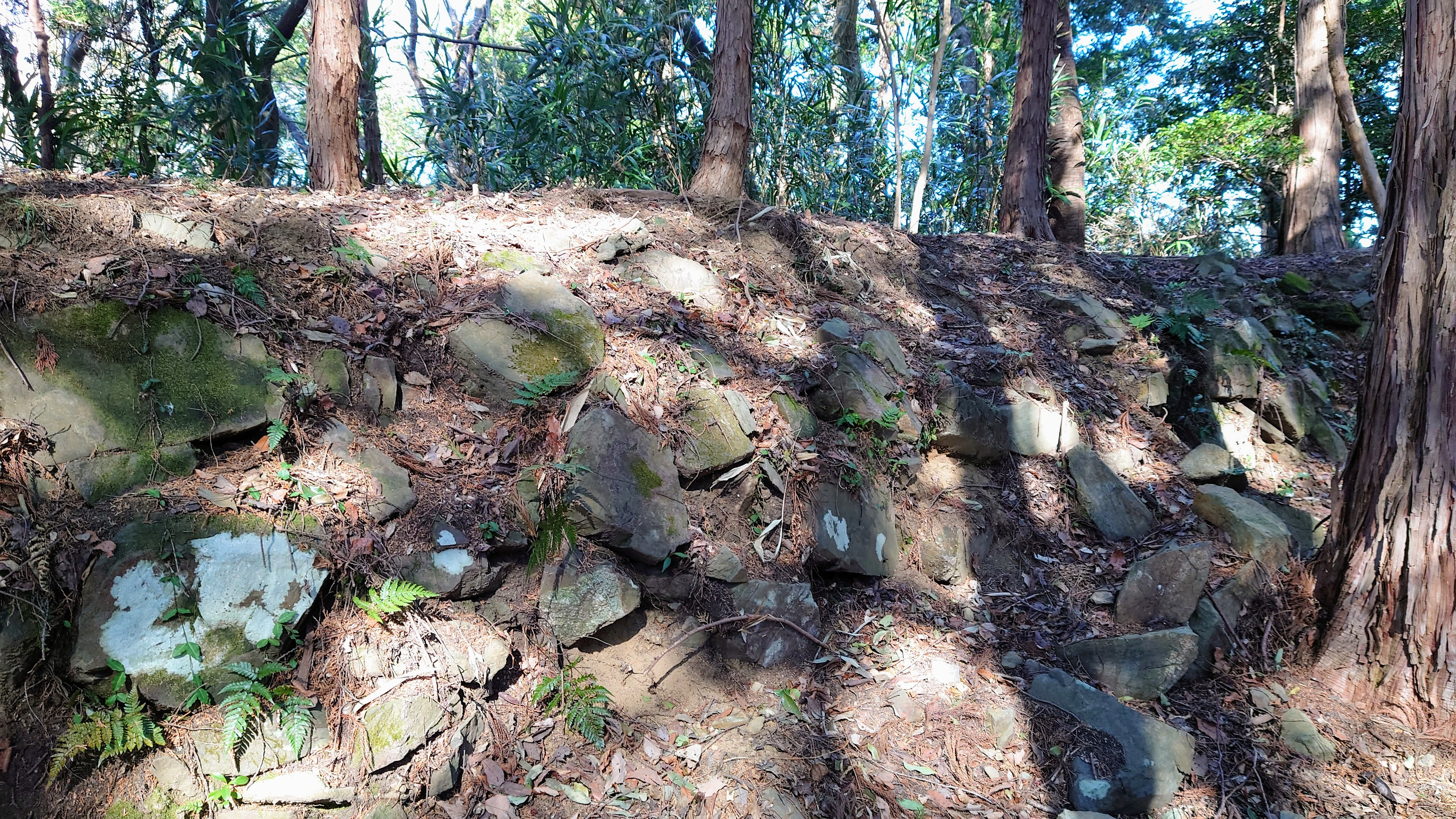
石垣

桜川市の羽黒地区西小塙に位置する。南北朝時代、常陸国司春日顕国が城主で南朝方の城であったといわれ、戦国時代には笠間幹綱の甥が羽黒に住して根小屋殿と呼ばれ、この城主であったといわれている。現在本丸は羽黒山二所神社となっている。